# Kanton Saint-Vincent-de-Tyrosse
Kanton Saint-Vincent-de-Tyrosse (francouzsky Canton de Saint-Vincent-de-Tyrosse) je francouzský kanton v departementu Landes v regionu Akvitánie. Tvoří ho 11 obcí.

## Obce kantonu
- Bénesse-Maremne
- Capbreton
- Josse
- Labenne
- Orx
- Sainte-Marie-de-Gosse
- Saint-Jean-de-Marsacq
- Saint-Martin-de-Hinx
- Saint-Vincent-de-Tyrosse
- Saubion
- Saubrigues